# (1702) Kalahari
(1702) Kalahari ist ein Asteroid des Hauptgürtels, der am 7. Juli 1924 vom dänischen Astronomen Ejnar Hertzsprung in Johannesburg entdeckt wurde.
Der Name des Asteroiden ist von der Kalahari-Wüste abgeleitet.